# 猿倉山森林公園
猿倉山森林公園（さるくらやましんりんこうえん）は、富山県富山市寺家にある公園。面積は3.2 ha。

## 概要
1979年から1982年にかけて、第二次林業構造改革事業を導入し、猿倉山周辺が本格的に整備された。これにより管理棟、給水施設、キャンプ場、炊事場、遊歩道などが設置され、森林公園として整備され、1984年3月11日に、正式に公園として開設された。その後もバーベキュー施設、便所、アクセス道路の拡幅、合併浄化槽の設置および配水管の整備、2haの芝生広場など順次整備された。
猿倉山頂上（旧猿倉城跡）には展望台『風の城』がある。これはふるさと創生事業の一環として建設されたもので、1991年に完成している。完成当時としては珍しい縦軸の風車の風力発電機も設置されていた。
猿倉山展望台を起点に、御前山神通峡ふるさと歩道が整備されている。この歩道は、富山県置県百年記念事業の一環として『医王山ふるさと歩道』をもとに、1975年に県内最初に整備されたものである。1995年に休憩所や動植物の解説版が設置され、現在は中部北陸自然歩道の一部となっている。

## 主な施設
- 猿倉山森林公園キャンプ場
- 展望台バーベキューハウス
- 風の城
- 猿倉展望台
- 芝生広場
- 猿倉コミュニティセンター

過去
- 猿倉山スキー場（2010年廃止）

## 開催イベント
猿倉山フェスティバル
1988年8月6日から8月7日にかけて、猿倉サマーフェスティバルとして第1回が開催。1989年以降は猿倉山フェスティバルと名称変更し、1990年にはスキー場に隣接する芝生広場に会場を移している。